# Capità
|  | Per a altres significats, vegeu «Capità (desambiguació)». |

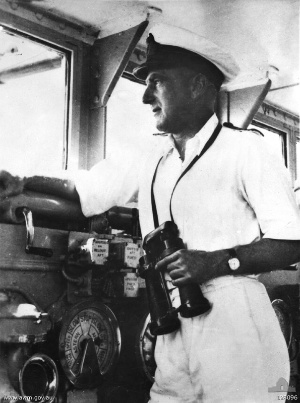
El capità Joseph Burnett (1941).

Capità és un grau militar i policial, i també, en contextos determinats, el càrrec que ocupa aquell que el comandament d’una companyia, un esquadró o una bateria.
En alguns exèrcits, com l'exèrcit i la força aèria dels Estats Units i l'exèrcit britànic, el capità és el nivell d'entrada dels candidats a oficials que tenen un títol professional, és a dir, la majoria de professionals mèdics (metges, farmacèutics, dentistes) i advocats. A l'exèrcit dels EUA, els aspirants que encara no són oficials en el grau de capità o superior entren com a tinents durant l'entrenament i són ascendits al grau de capità després de completar la seva formació si estan en actiu, o després d'un cert període, normalment un any des de la seva data de comissió com a tinent, per als components de reserva.

## Exèrcits
Als exèrcits de terra i aire i en alguns cossos policials com la Guàrdia Civil Espanyola, la Gendarmeria francesa i els Carabinieri italians és el grau més alt entre els oficials subalterns, situat per davall dels majors (o comandants) i per damunt dels tinents.
Dins els exèrcits de terra, sol tenir el comandament d'una companyia (infanteria), esquadró (cavalleria) o bateria (artilleria), o pot ser el segon al comandament d'un batalló.
El rang de capità generalment és considerat el màxim rang que un soldat pot assolir.

### Història
El nom de capità prové del llatí capitaneus.
Abans de la professionalització dels exèrcits posterior a la Revolució Francesa, un capità era un noble que comprava el dret d'encapçalar una companyia a l'anterior posseïdor d'aquest dret; i ell rebria diners d'un altre noble per servir com el seu tinent. Els fons per proveir les seves tropes venia del monarca o del seu govern, i el capità n'havia de ser responsable. Si no ho era, seria jutjat, o bé seria expulsat, i el monarca rebria diners d'un altre noble per comandar la companyia. Per un altre costat, l'única pensió pel capità era vendre el dret a un altre noble quan ja estava preparat per retirar-se.

### Insígnies

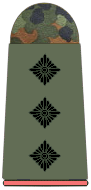
Hauptmann Exèrcit alemany
Captain Exèrcit britànic
Exèrcit canadenc
Exèrcit colombià
Exèrcit egipci
Exèrcit de l'Aire Espanyol
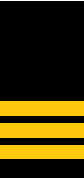
Capitaine Exèrcit francès
Lochagos Exèrcit grec
סרן - Seren Forces de Defensa d'Israel
Exèrcit italià
Kapitein Reial Exèrcit Neerlandès
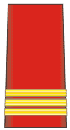
Căpitan Forces Armades Romaneses
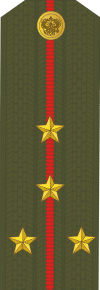
Forces Armades de la Federació Russa
Kapteeni Força Defensiva Finesa
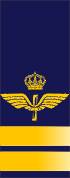
Kapten Força Aèria Sueca
Roi Ek (ร้อยเอก) Reial Exèrcit Tailandès
US Army, US Air Force i US Marine Corps.

## Marina
És qui comanda un vaixell o embarcació. Als països angloparlants és el rang corresponent al comandant dels vaixells majors. El codi OTAN és OF-5, equivalent a un coronel de l'exèrcit. El rang naval no s'ha de confondre amb el d'exèrcit de terra o d'aviació, que té un codi OTAN de OF-2.
En altres marines, els rangs de capità són els propis dels oficials superiors, que estan per sota de Comodor o de Contraalmirall (OF-6), i per damunt dels tinents de vaixell. En aquests casos hi ha tres graus de capità:
- Capità de vaixell (o capità de navili), equivalent al coronel de l'Exèrcit i la Força Aèria.
- Capità de fragata, equivalent a tinent coronel.
- Capità de corbeta, equivalent a major.

Dins la marina mercant és el que mana i dirigeix sota la seva responsabilitat un vaixell de passatgers o mercaderies. A la marina de pesca o d'esbarjo, s'anomena capità de pesca, o capità de iot si mana vaixells més grossos d'aquestes classes.

### Títol
Qualsevol oficial naval que comandi un vaixell (l'anomenat oficial comandant o CO), és anomenat capità mentre es troba a bord pel costum naval. Els oficials amb rang de capità a bord d'un vaixell que no comandin han de ser referits pel seu rang i nom (per exemple, Capità Smith), però no se'ls ha d'anomenar el capità per evitar confusions respecte al capità del vaixell.
En grans vaixells (com els portaavions), l'oficial executiu (XO) pot ser algú amb rang de capità, i en aquest cas sí que seria apropiat referir-se a ell pel rang; tot i que sovint els XO prefereixen ser anomenats "XO" per evitar confusions amb el CO, que també té rang de capità i és el capità del vaixell.

### Comandaments
Els capitans amb comandaments al mar habitualment comanden vaixells de tipus creuer o superior. A la Royal Navy, un captain pot comandar una flotilla de destructors amb el nomenament (però no el rang) de Captain (D); mentre que a la Marina dels Estats Units un capità aviador naval o oficial naval de vol comanden portaavions, vaixells d'assalt amfibi de coberta llarga, ales aèries o grups aeris.
Un contraalmirall habitualment navega en un vaixell capital com un portaavions, que serveix com a vaixell insígnia pel seu grup, però és un capità qui manté el comandament del mateix vaixell. Encara que hi hagi present un oficial superior, totes les ordres són donades a través del capità com a cortesia.

Insígnia de la Royal Navy britànica
Insígnia de la Marina Egípcia
Insígnia de Ploiarchos (Capità) de la Marina Hel·lènica
Insígnia de Komandor de la Marina Polonesa
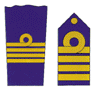
Capitán de Navío de l'Armada Espanyola
Insignia de capità de la U.S. Navy
Kapitein-ter-zee de la Marina Reial Neerlandesa

## Esports

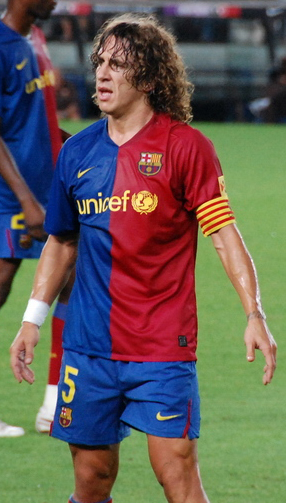
Carles Puyol, capità del FC Barcelona, amb el braçal que el senyala com a capità de l'equip

En els esports col·lectius és el portaveu de l'equip durant el joc o partit. Sol ser l'únic jugador en el camp amb dret a dirigir-se a l'àrbitre per fer observacions o demanar aclariments. El capità participa en els sorteigs de camp o de sacada i firma l'acta del partit. En altres ocasions, com en els equips de Copa Davis de tennis el capità no és un jugador, sinó una figura externa més pròxima a la d'un director o entrenador.

## Vegeu
- Grau militar